# Until Eternity Ends
Until Eternity Ends es el primer y único EP de la banda de death metal Edge of Sanity lanzado en el año 1994 por Black Mark Productions.

## Antecedentes
Este EP consta de 4 canciones las cuales originalmente fueron creadas para el álbum anterior The Spectral Sorrows,  Until Eternity Ends se grabó en abril de 1994 en el estudio Unisound de Dan Swanö en 14 horas, en la parte posterior del lanzamiento, la banda escribió lo siguiente:

Estas son cuatro canciones que no creemos que sean adecuadas para el álbum en el que estamos trabajando actualmente. Pero nos gustan las canciones y queríamos que salieran de alguna manera. ¡Esto NO es una muestra de nuestro próximo CD! ¡El cuarto disco de Purgatory Afterglow continuará donde lo dejó Unorthodox! ¡Nos vemos! (1994)

## Lista de canciones
| N.º   | Título                                 | Duración |  |
| 1.    | «Until Eternity Ends»                  | 4:02     |  |
| 2.    | «Eternal Eclipse»                      | 2:53     |  |
| 3.    | «Bleed»                                | 2:08     |  |
| 4.    | «Invisible Sun» (Cover the The Police) | 3:21     |  |
| 12:24 |                                        |          |  |

## Créditos
- Andreas Axelsson − guitarra, voz en "Bleed"
- Benny Larsson − batería
- Anders Lindberg − bajo
- Sami Nerberg − guitarra
- Dan Swanö - guitarra rítmica, teclados y voz (excepto en "Bleed")